# 维拉切列拉
维拉切列拉（義大利語：Villa Celiera），是意大利佩斯卡拉省的一个市镇。总面积12.57平方公里，人口769人，人口密度61.2人/平方公里（2009年）。ISTAT代码为068046。